# أمراض الغدة الكظرية
أمراض الغدة الكظرية أو اضطرابات الغدة الكظرية هي الحالات التي تتداخل مع الأداء الطبيعي للغدة الكظرية، وقد تسبب هذه الاضطرابات إما فَرط أو قصور في عَمل الغُدة، وقد تكون هذه الاضطرابات وراثية أو مُكتسبة.
تُفرز الغدة الكظرية مجموعة من الهرمونات والتي تلعب دوراً في عملية النُمو والتطور وتحكم في الإجهاد، كما تُساعد هذه الهرمونات على تنظيم وظائف الكُلى. تتكون الغدة الكظرية من قِسمين: القشرة الكظرية ولب الغدة الكظرية، حيثُ تنتج القشرة الهرمونات القشرية المعدنية والتي تعمل على تنظيم توازن الأملاح والماء في الجسم، كما أنها تُفرز الهرمونات القشرية السكرية (تتضمن الكروتيزول) وهي مُتعددة الوظائف في الجِسم، وتفرز القشرة أيضاً الأندروجينات وهي هرمونات تشبه في وظائفها التستوستيرون، أما اللب فيُنتج الأدرينالين (إبينيفرين) وَالنورإبينفرين. الاضطرابات في الغدة الكظرية قد تؤثر على واحد أو أكثر من هذه الهرمونات.

## أورام الغدة الكظرية
- ورم غدي كظري: هو عبارة عن ورم حميد يُصيب الغدة الكظرية مما قد يؤدي إلى فرط في إنتاج واحد أو أكثر من هرموناتها، ومن الممكن أن يكون الورم غير مُنتج.
- سرطانة قشرية كظرية: هوَ ورم في قشرة الغدة الكظرية.
- ورم عرضي كظري: هو أي ورم من أورام الغدة الكظرية يتم اكتشافه بشكل عرضي (عن طريق الصُدفة) أثناء إجراء فحوصات لا علاقة لها به.
- ورم القواتم: هو ورم ينشأ في لُب الغدة الكظرية، ويُفرز كميات كبيرة من الكاتيكولامينات.[3]

### اضطرابات وراثية مرتبطة بأورام الغدة الكظرية
- داء فون هيبل - لينداو: هي طَفرة تَحدث في الجين الكابت للورم في إتش إل1 (VHL1)، وهي مُرتبطة بعدد كبير من الأورام من ضمنها ورم القواتم.
- أورام الغدد الصماء المتعددة: هي عائلة من المتلازمات تحدث بسبب اضطرابات وراثية تؤدي إلى تطور عدد من أورام الغدد الصماء.

## اضطرابات الهرمونات (فرط أو قصور في الإنتاج)
- مرض أديسون: ويُسمة القصور الكظري الأولي هو مرض يحدث نتيجة تلف أكثر من 90٪ من قشرة الغدة الكظرية مما يؤدي إلى نقص هرموني الكورتيزول والألدوستيرون.
- نوبة كظرية: هي حالة طبية طارئة مُهددة للحياة تنجم عن عدم كفاية مستويات الكورتيزول.
- قصور الكظر: هي حالة مرضية تعجز فيها الغدة الكظرية عن إنتاج كميات كافية من الهرمونات الستيروئيدية، وبشكل أساسي الكورتيزول، وقد تشمل أيضاً تدهوراً في إنتاج الألدوستيرون.[4][5]
- فرط تنسج الكظرية الخلقي: هو اضطراب وراثي يحصل فيه خلل في أحد الإنزيمات المُشاركة في تصنيع الكورتيزول، وعادة ما يرتبط هذا الاضطراب بزيادة غير طبيعية في إنتاج الأندروجينات.
- مرض كوشينغ: هو اضطراب يكون فيه مستوى الكورتيزول مُرتفع بشكل غير طبيعي.
- فرط الألدوستيرونية (تتضمن الألدوستيرونية الأولية): هي حالة يحصل فيها زيادة في إنتاج الألدوستيرون.
- نقص الألدوستيرونية: هي حالة يحصل فيها نَقص في إنتاج الألدوستيرون.

## مشاهير يُعانون من اضطرابات الغدة الكظرية
- جون كينيدي، هو الرئيس الخامس والثلاثون للولايات المُتحدة وكانَ يُعاني من مرض أديسون.[6]
- ذكرَ البعض أنَّ الروائية الإنجليزية جاين أوستن كانت تُعاني من مرض أديسون ولكن البعض عارض ذلك.[7]
- يوجين ميرل شوميكر هو عالم أمريكي شاركَ في اكتشاف كويكب شوميكار-ليفي 9، وكانَ يُعاني من مرض أديسون.[8]